# Vatikanische Gärten

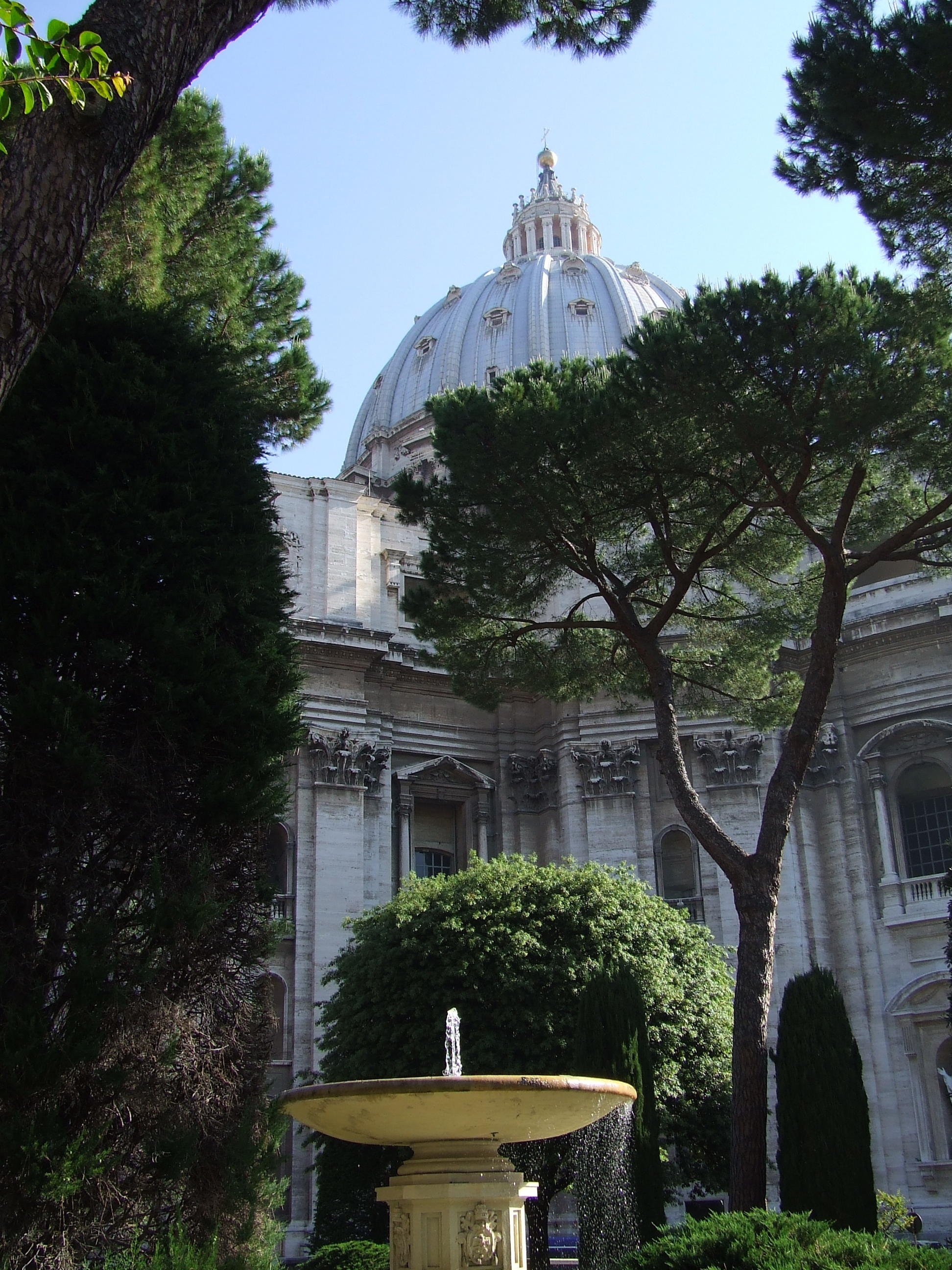
Blick auf den Petersdom von den Vatikanischen Gärten

Die Vatikanischen Gärten (italienisch Giardini Vaticani) umfassen etwa die Hälfte der 44 ha des Staatsgebietes der Vatikanstadt. Sie befinden sich im Westen des Kirchenstaates und beherbergen mehrere Gebäude desselben.

## Geographie und Vegetation

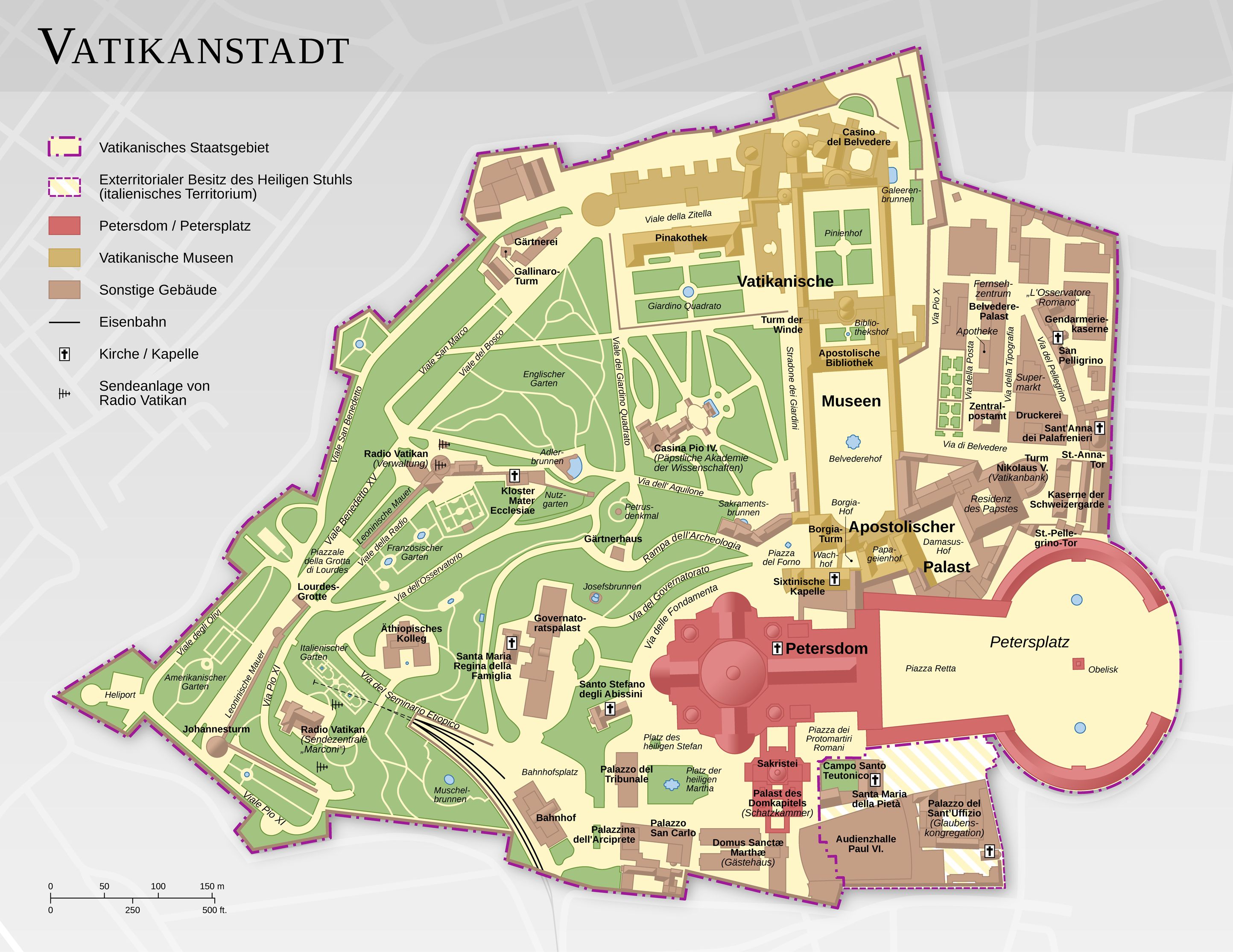
Karte des Vatikans: Die Vatikanischen Gärten linkerhand

Die Gärten, die sich über rund 20 ha (200.000 m²) erstrecken, bedecken hauptsächlich den Vatikanischen Hügel, der sich bis zu 60 m über den umliegenden Wohnvierteln der Stadt Rom erhebt. Sie werden im Norden, Süden und Westen von der Leoninischen Mauer begrenzt.
Der Westen der Vatikanstadt zeichnet sich durch schroffe Geländeabfälle aus, die durch das poröse, ockerfarbene Tuffgestein verursacht werden. Unter dem Gestein finden sich Quellen, die dem Papst in früheren Zeiten eine sichere Wasserversorgung garantierten und auch die subtropische, dichte Vegetation der Gärten unterstützen.
Ein großer Teil der Vatikanischen Gärten ist von Menschenhand gestaltet. Weite Rasenflächen bedecken vor allem den flacheren Teil nahe dem Petersdom und den Vatikanischen Museen. Als während der Renaissance das Bedürfnis der Päpste nach höfischer und künstlerischer Repräsentation erstarkte, wurden auch gepflegte Beete angelegt. Dies wurde im Barock vermehrt fortgeführt. Außerdem gibt es angepflanzte Kakteengewächse an einem Hang (Steingarten) mit einer Länge von ca. 100 Metern.
Das Gebiet zwischen der Leoninischen Mauer und dem Sitz der Vatikanischen Verwaltung ist der ursprünglichste Teil der Gärten: dichter Waldbestand aus Pinien, Kiefern, Steineichen, Zypressen, Zedern und Palmen prägt das hügelige Gelände. Die Gärten werden von einem ausgedehnten Wegenetz durchzogen. Im westlichsten Teil der Vatikanstadt, auf einer Bastion der Leoninischen Mauer, befindet sich der Vatikanische Heliport, der die Vatikanstadt unter anderem mit den internationalen Flughäfen Rom-Fiumicino und Rom-Ciampino verbindet.

## Geschichte
Gärten auf den Vatikanhügeln wurden erstmals unter Papst Nikolaus III. erwähnt. Gegen Ende des 13. Jahrhunderts wurden dort wie in einem Klostergarten medizinische Gewächse gezogen. Aber auch andere Nutzpflanzen wie Obst und Gemüse gediehen in diesem „hortus conclusus“ und im äußersten Norden, nahe der heutigen Vatikanischen Pinakothek, kann man noch heute den mittelalterlichen Hühnerhof erkennen. Die Vatikanstadt war zwar nie Selbstversorger, doch hatte man stets Wert auf eine gewisse Autarkie gelegt, weshalb es nahe der Sixtinischen Kapelle bis in die 1980er Jahre eine funktionierende Bäckerei gab, die das in den Vatikanischen Gärten angebaute Getreide verarbeitete.
Im Spätmittelalter verloren die Gärten jedoch ihre wirtschaftliche Funktion, bis der Vatikan nach dem Exil der Päpste in Avignon um 1420 als Residenz wieder Bedeutung erlangte. Innozenz VIII. zeigte Ende des 15. Jahrhunderts auffallendes Interesse an den Grünflächen – nun jedoch, um sich zu erholen und Ruhe zu finden. Er ließ sich ab 1485 ein für Rom typisches Belvedere, einen luftigen Hochsitz über den Dächern der Stadt, auf der höchsten Nordostspitze der Leoninischen Stadt errichten, um die bessere Luft, den weiten Ausblick auf die Albaner Berge bis zum Monte Soracte und die Ruhe von den Amtsgeschäften zu genießen. Das mit einer großen Loggia versehene Gebäude wurde von Andrea Mantegna, Pinturicchio und Pier Matteo d ´Amelia mit Fresken ausgemalt; diese wurden jedoch bei Umbauten im 18. Jahrhundert größtenteils entfernt. Heute ist der Belvedere-Palast Teil der Vatikanischen Museen.

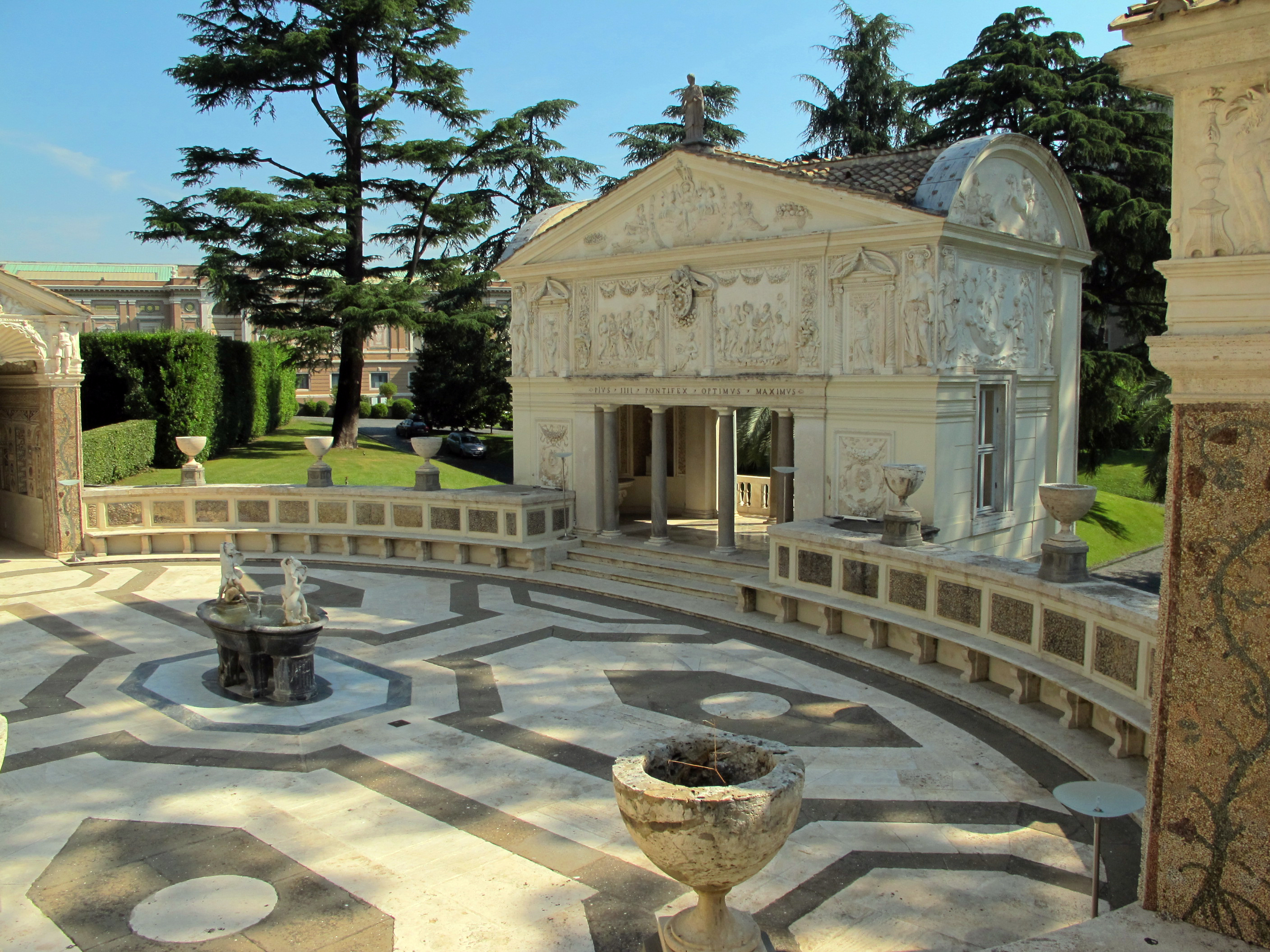
Die Casina von Pius IV.

Pius IV. zeigte 1559 ausgeprägtes Interesse an den Gärten: Er legte im Nordteil einen dekorativen Renaissance-Garten an, in dessen Zentrum er ein Landhaus, die Casina, errichten ließ, die von Pirro Ligorio im manieristischen Stil gestaltet wurde.
Neben zahlreichen weiteren Ausgestaltungen der Gärten während der Renaissance errichtete Papst Gregor XIII. ab 1578 den Turm der Winde, der als Sternwarte für die astronomischen Grundlagen seiner Kalenderreform diente.
Eine bedeutende Neuerung für die Vatikanischen Gärten war das Heranführen von Frischwasser aus dem 40 Kilometer entfernten Braccianosee, das seit 1607 etliche von Niederländern gestaltete Wasserspiele und rauschende Brunnen speiste.
Seit der zweiten Hälfte des 17. Jahrhunderts wurden die Grünflächen mehr und mehr zu botanischen Zwecken genutzt. Clemens XI. bemühte sich um die Anpflanzung botanischer Raritäten, die in dem subtropischen Klima gut gedeihen.
Mit der zunehmenden Beliebtheit der englischen Landschaftsgestaltung im 19. Jahrhundert wurden auch weite Flächen der Vatikanischen Gärten, etwa ab 1850, nach diesen Vorlagen gestaltet.

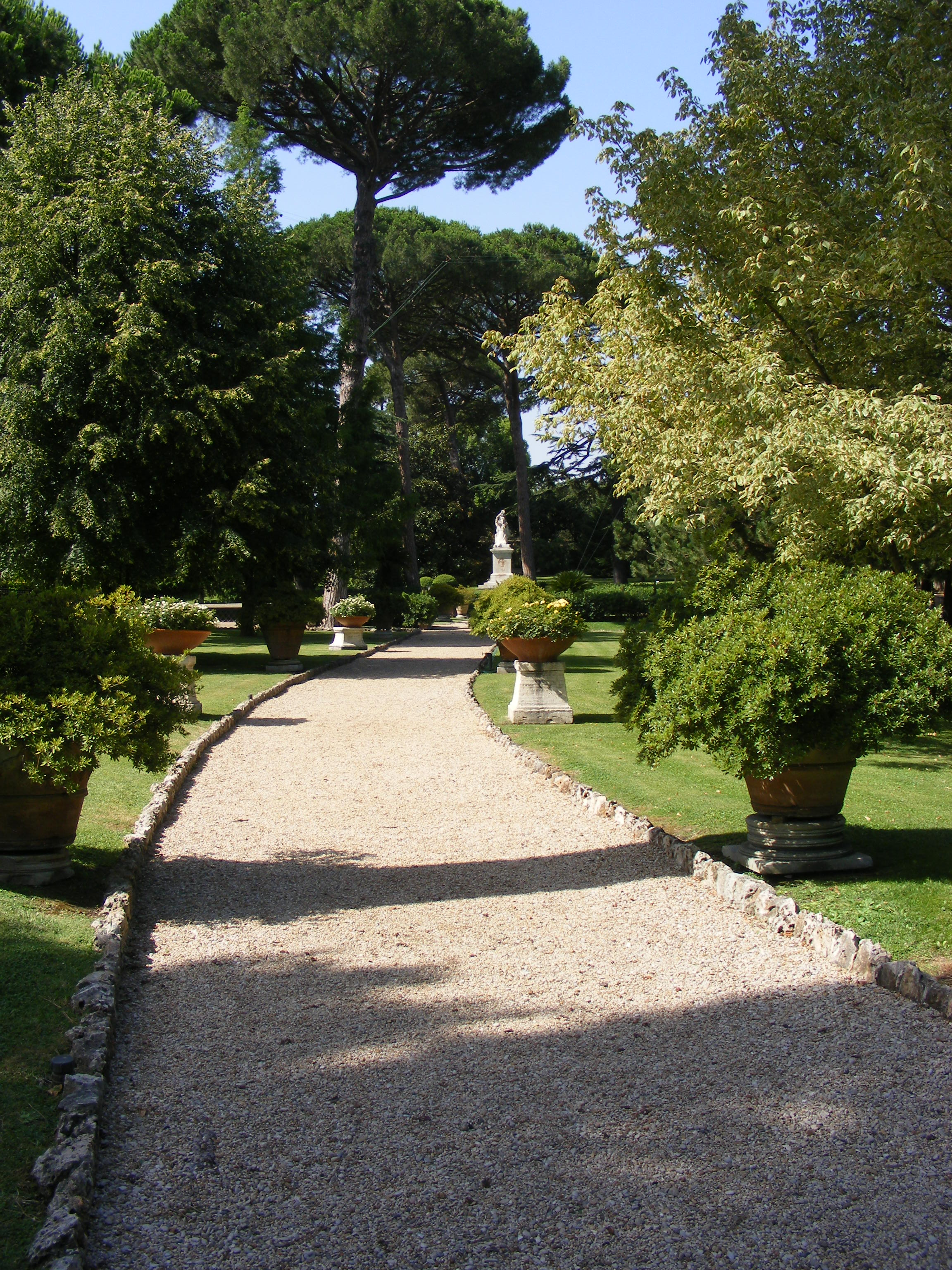
Ein Gartenweg

Pius IX. und Leo XIII., die sich aufgrund der politischen Spannungen mit dem neuen Königreich Italien ab 1871 und dem damit einhergehenden Zusammenbruch der vatikanischen Souveränität als Gefangene im Vatikan verstanden, ließen den Gärten umfassende Pflege und Gestaltung zukommen.
Leo XIII. gründete 1888 den Vatikanischen Tierpark, in dem sich anfänglich vor allem Volieren mit Singvögeln befanden. Nachdem der Primas von Afrika dem Pontifex anlässlich dessen Priesterjubiläums Gazellen, Strauße und Pelikane geschenkt hatte, wurden jedoch weitere Gehege für diese angelegt. 1890 ließ er auf den Höhen im zentralen Teil der Gärten eine Sommerresidenz errichten, die er selbst als „mein kleines Castel Gandolfo“, in Bezug auf die Päpstliche Sommerresidenz am Albaner See, bezeichnete.
Nach den Lateranverträgen von 1929 beauftragte Pius XI., auch um die wieder errungene Souveränität der Vatikanstadt zu demonstrieren, den Architekten Giuseppe Momo mit dem Bau verschiedener Gebäude im monumental-kühlen Stil der Mussolini-Ära, die jedoch eine weitere Verstädterung der Vatikanischen Gärten bewirkten. Es entstanden der Governatoratspalast, der Vatikanische Bahnhof und das Päpstliche Äthiopische Kolleg.
Der nächste Eingriff in die Gärten erfolgte 1976, als unter Paul VI. der Vatikanische Heliport erbaut wurde, der seither die Vatikanstadt vor allem mit dem Internationalen Flughafen Ciampino und der Sommerresidenz Castel Gandolfo verbindet.

## Brunnen der Vatikanischen Gärten

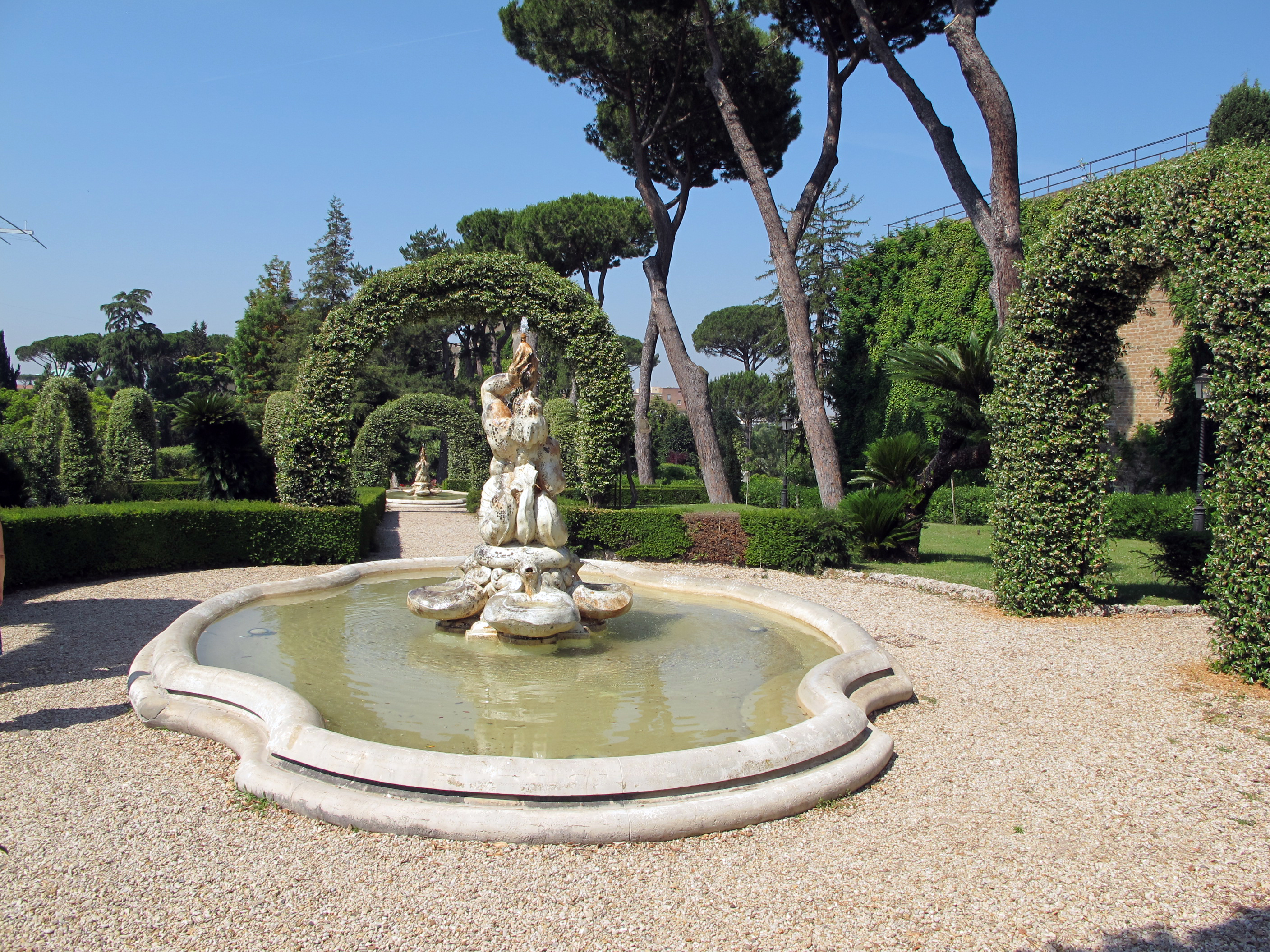
Brunnen im Französischen Garten

Es gibt zahlreiche kunstvoll gestaltete Brunnen in den Gärten; Vor allem während der Renaissance und des Barock entstanden zahlreiche kunstvolle Brunnen in den Gärten, die den künstlerischen Repräsentationsbedarf der Päpste spiegeln:
- Adlerbrunnen
- Brunnen und Wasserspiele des Casino di Pio IV.
- Muschelbrunnen (Vatikan)
- Puttenbrunnen (Vatikan)
- Sakramentsbrunnen (Vatikan)
- Tritonenbrunnen (Vatikan), im Rosengarten
- Josefsbrunnen (Vatikan), 2010 errichtet und Papst Benedikt XVI. gewidmet

## Gebäude in den Vatikanischen Gärten
- Kloster Mater Ecclesiae
- Leoninische Mauer
- Sendezentrale Marconi
- der Johannesturm
- das Päpstliche Äthiopische Kolleg
- der Governatoratspalast
- Kirche Santo Stefano degli Abissini
- Direktion Radio Vatikan
- der Vatikanische Bahnhof
- der Vatikanische Gerichtshof
- Casino di Pio IV; Sitz der Päpstlichen Akademie der Wissenschaften
- Kutschenpavillon
- Haus des Erzpriesters
- Palazzo San Carlo
- Gallinaro-Turm
- Turm der Winde
- Gärtnerhaus

## Sonstiges
Ein Teil der Vatikanischen Gärten kann innerhalb einer Führung (nur nach Voranmeldung) besichtigt werden.
Für die Pflege des Geländes ist das Direktorat Technikdienste des Governatorats der Vatikanstadt (Governatorato S.C.V. − Direzione dei Servizi Tecnici – Servizio Giardini) zuständig.
Papst Benedikt XVI. hatte sich nach seinem Amtsverzicht am 28. Februar 2013 zunächst in die päpstliche Sommerresidenz in Castel Gandolfo zurückgezogen. Nach Umbauten im Kloster Mater Ecclesiae in den Vatikanischen Gärten, bezog er letztlich das Klostergebäude am 2. Mai 2013 – zusammen mit seinen vier früheren Haushälterinnen (geweihte Jungfrauen der Laienvereinigung Memores Domini) und seinem Privatsekretär Erzbischof Georg Gänswein. Benedikt XVI. starb in dem Kloster am 31. Dezember 2022 im Alter von 95 Jahren.

## Abbildungen

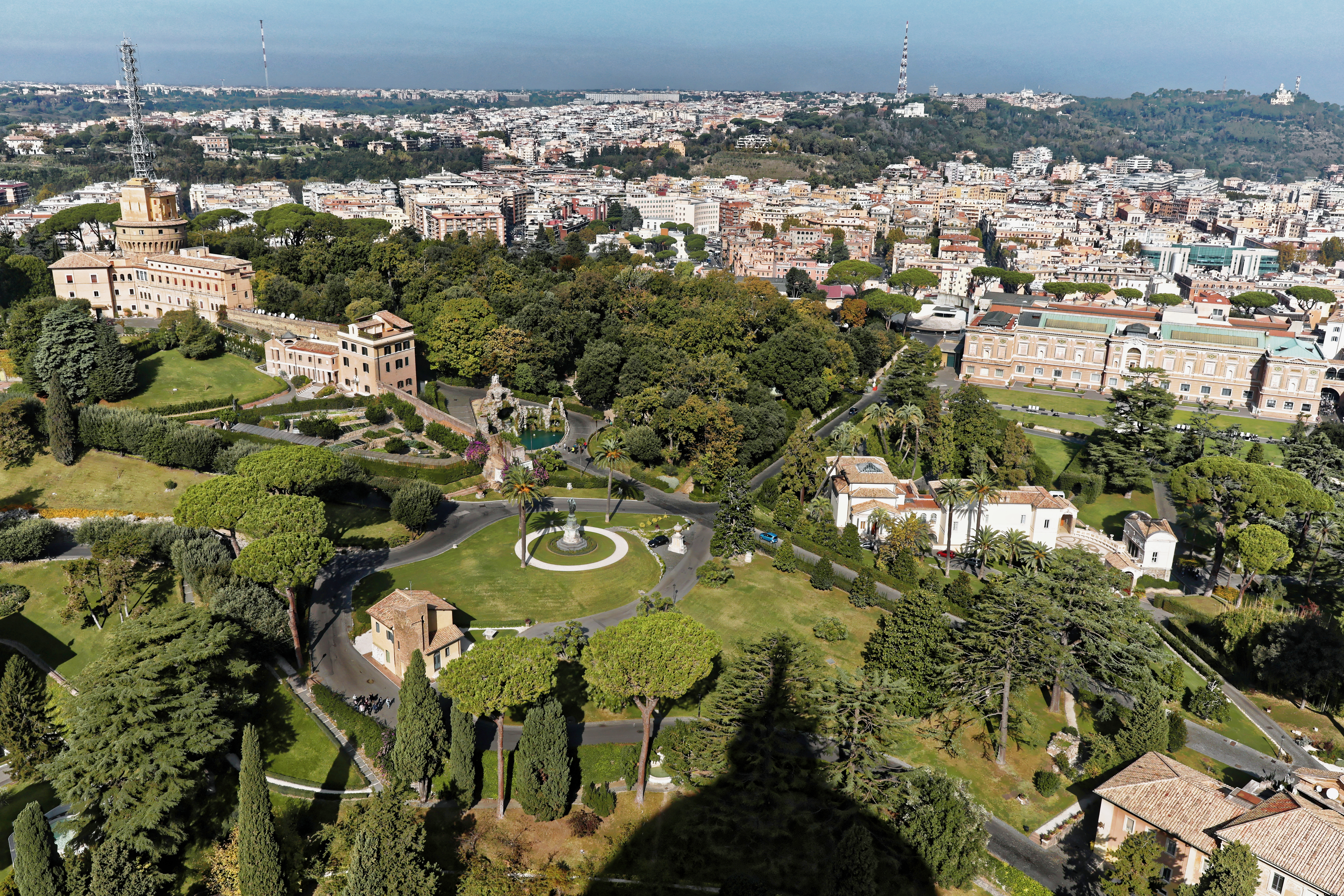
Vatikanische Gärten von der Kuppel des Petersdoms
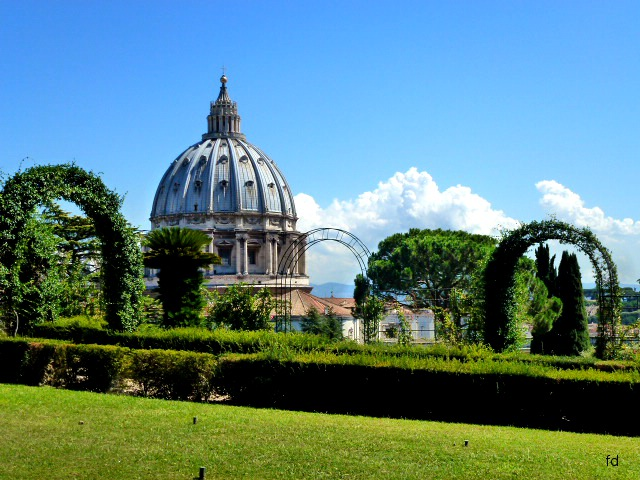
Die Kuppel vom Petersdom gesehen von den Vatikanischen Gärten
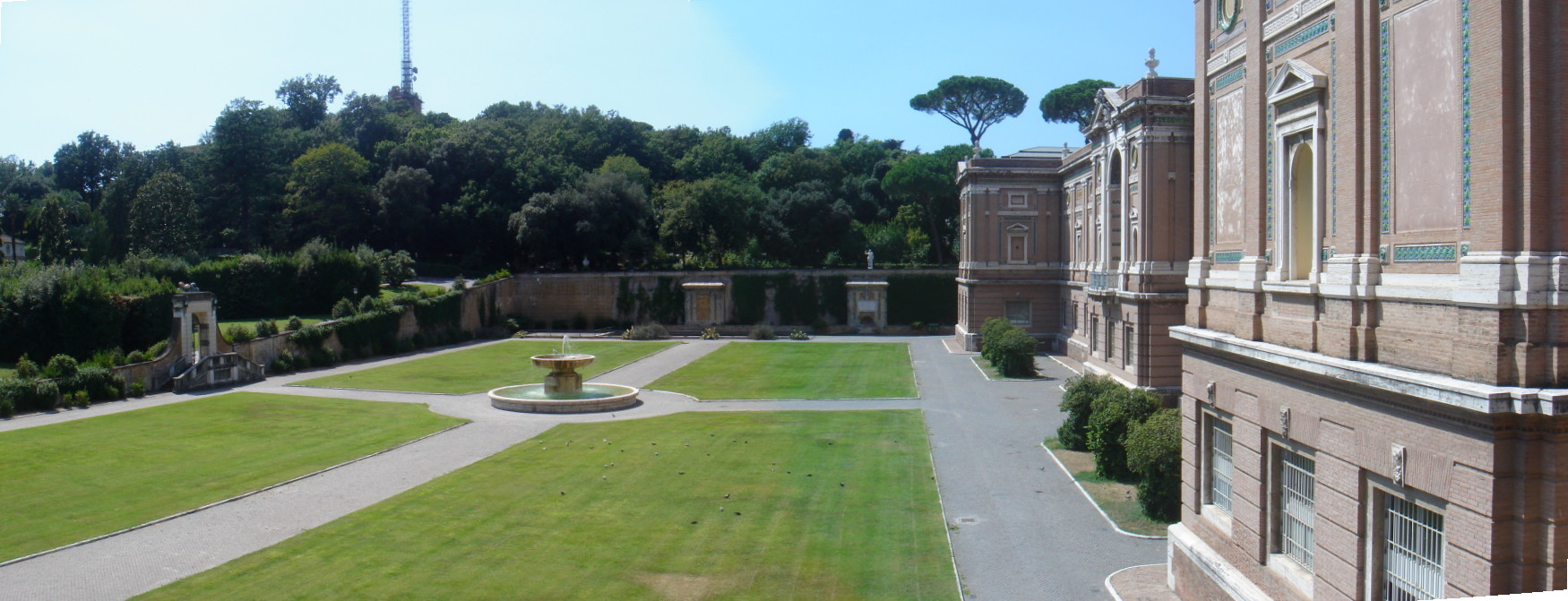
Vatikanische Gärten von der Pinakothek aus gesehen
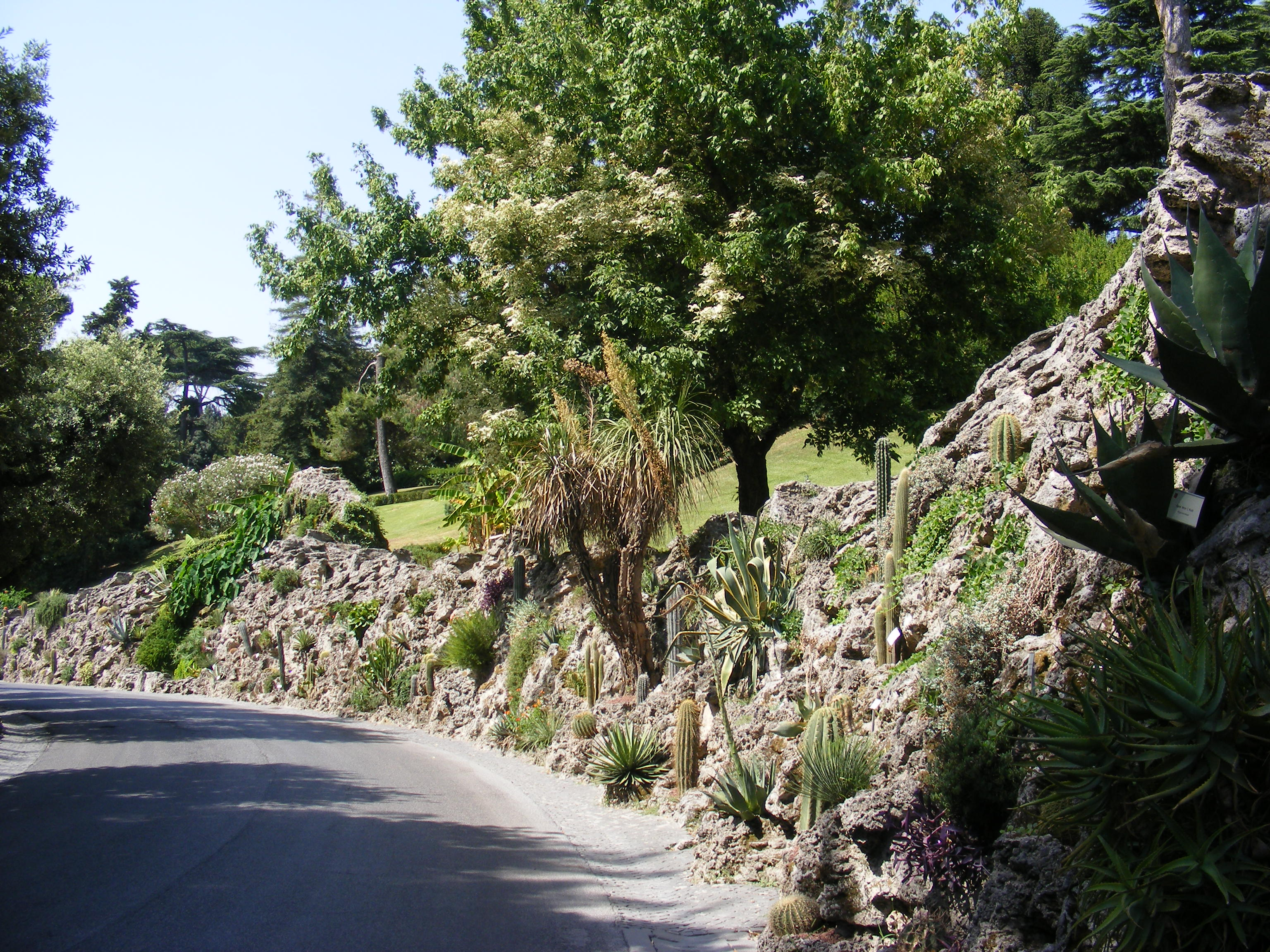
Steingarten mit Sukkulenten im Vatikanischen Garten
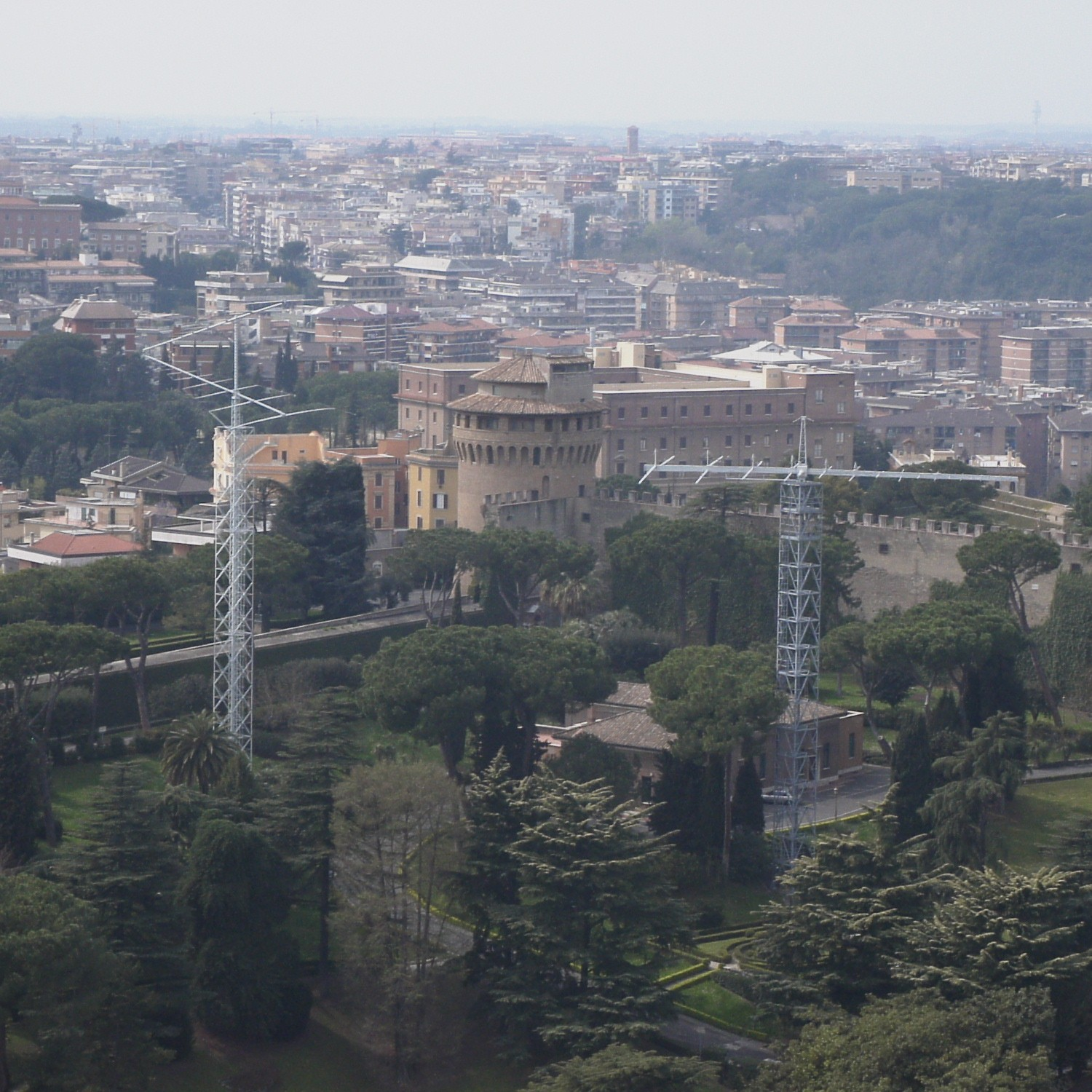
Radio Vatikan (im Hintergrund die Torre San Giovanni)